# Крупозавод
Крупозавод (рос. Крупозавод) — селище в Новоспаському районі Ульяновської області Російської Федерації.
Населення становить 581 особу. Входить до складу муніципального утворення Красносельське сільське поселення.

## Історія
Від 2004 року входить до складу муніципального утворення Красносельське сільське поселення.

## Населення
| 2010 |
| ---- |
| 581  |